# Stenoterommata
Genre
Synonymes
- Ctenochelus Mello-Leitão, 1923
- Hermachura Mello-Leitão, 1923

Stenoterommata est un genre d'araignées mygalomorphes de la famille des Pycnothelidae.

## Distribution
Les espèces de ce genre se rencontrent au Brésil, en Argentine et en Uruguay.

## Liste des espèces
Selon World Spider Catalog (version 23.0, 26/02/2022) :
- Stenoterommata arnolisei Indicatti, Lucas, Ott & Brescovit, 2008
- Stenoterommata bodoquena Ghirotto & Indicatti, 2021
- Stenoterommata chavarii Ghirotto & Indicatti, 2021
- Stenoterommata crassimana (Mello-Leitão, 1923)
- Stenoterommata crassistyla Goloboff, 1995
- Stenoterommata curiy Indicatti, Lucas, Ott & Brescovit, 2008
- Stenoterommata egric Ghirotto & Indicatti, 2021
- Stenoterommata grimpa Indicatti, Lucas, Ott & Brescovit, 2008
- Stenoterommata gugai Indicatti, Chavari, Zucatelli-Júnior, Lucas & Brescovit, 2017
- Stenoterommata iguazu Goloboff, 1995
- Stenoterommata leporina (Simon, 1891)
- Stenoterommata leticiae Indicatti, Chavari, Zucatelli-Júnior, Lucas & Brescovit, 2017
- Stenoterommata luederwaldti (Mello-Leitão, 1923)
- Stenoterommata maculata (Bertkau, 1880)
- Stenoterommata melloleitaoi Guadanucci & Indicatti, 2004
- Stenoterommata neodiplornata Ghirotto & Indicatti, 2021
- Stenoterommata palmar Goloboff, 1995
- Stenoterommata pavesii Indicatti, Chavari, Zucatelli-Júnior, Lucas & Brescovit, 2017
- Stenoterommata peri Indicatti, Chavari, Zucatelli-Júnior, Lucas & Brescovit, 2017
- Stenoterommata pescador Indicatti, Chavari, Zucatelli-Júnior, Lucas & Brescovit, 2017
- Stenoterommata platensis Holmberg, 1881
- Stenoterommata quena Goloboff, 1995
- Stenoterommata sevegnaniae Indicatti, Chavari, Zucatelli-Júnior, Lucas & Brescovit, 2017
- Stenoterommata tenuistyla Goloboff, 1995
- Stenoterommata uruguai Goloboff, 1995

## Systématique et taxinomie
Ce genre a été décrit par Holmberg en 1881 dans les Theraphosidae. Il est placé dans les Nemesiidae par Raven en 1985 puis dans les Pycnothelidae par Opatova, Hamilton, Hedin, Montes de Oca, Král et Bond en 2020.
Ctenochelus a été placée en synonymie par Guadanucci et Indicatti en 2004.
Hermachura a été placée en synonymie par Montes de Oca, Indicatti, Opatova, Almeida, Pérez-Miles et Bond en 2022.

## Publication originale
- Holmberg, 1881 : « Géneros y especies de arácnidos argentinos nuevos ó poco conocidos. » Anales de la Sociedad Científica Argentina, vol. 11, p. 125-133 (texte intégral).